# Cockburn Street (Édimbourg)
Pour les articles homonymes, voir Cockburn.

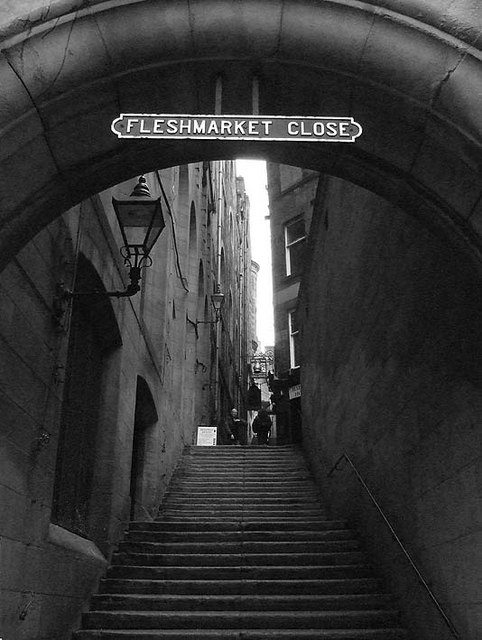
Fleshmarket Close

Cockburn Street est une rue d'Édimbourg. Cette voie pittoresque de la vieille ville d'Édimbourga été créée, en 1856, comme un lien serpentin reliant le Royal Mile à la Gare d'Édimbourg-Waverley.

## Origine du nom
La rue tire son nom de l'avocat et juge Ecossais Henry Lord Cockburn, qui a exercé une influence en exhortant ses concitoyens à rester vigilants et s'assurer que, au début de l'expansion de l'époque victorienne, des lieux tels que Cockburn Street ne soient pas irrévocablement endommagés, ou encore de préserver le patrimoine bâti et l'environnement.

## Bâtiments remarquables et lieux de mémoire
La rue est en grande partie haute de 4 étages mais est dominée par l’énorme édifice arrière de l'Hôtel de ville d'Édimbourg (City Chambers), qui s’élève à 12 étages au-dessus de la rue vue de ce côté.

### Dans les films
La porte, les toits et le haut des appartements du 51 Cockburn Street apparaissent en bonne place dans le film My Name Is Hallam Foe.
Des scènes du film Avengers: Infinity War ont été tournées dans la rue en avril 2017. 

La poursuite vue entre Mark et Begbie dans Trainspotting 2 comprend une séquence sur Cockburn Street.

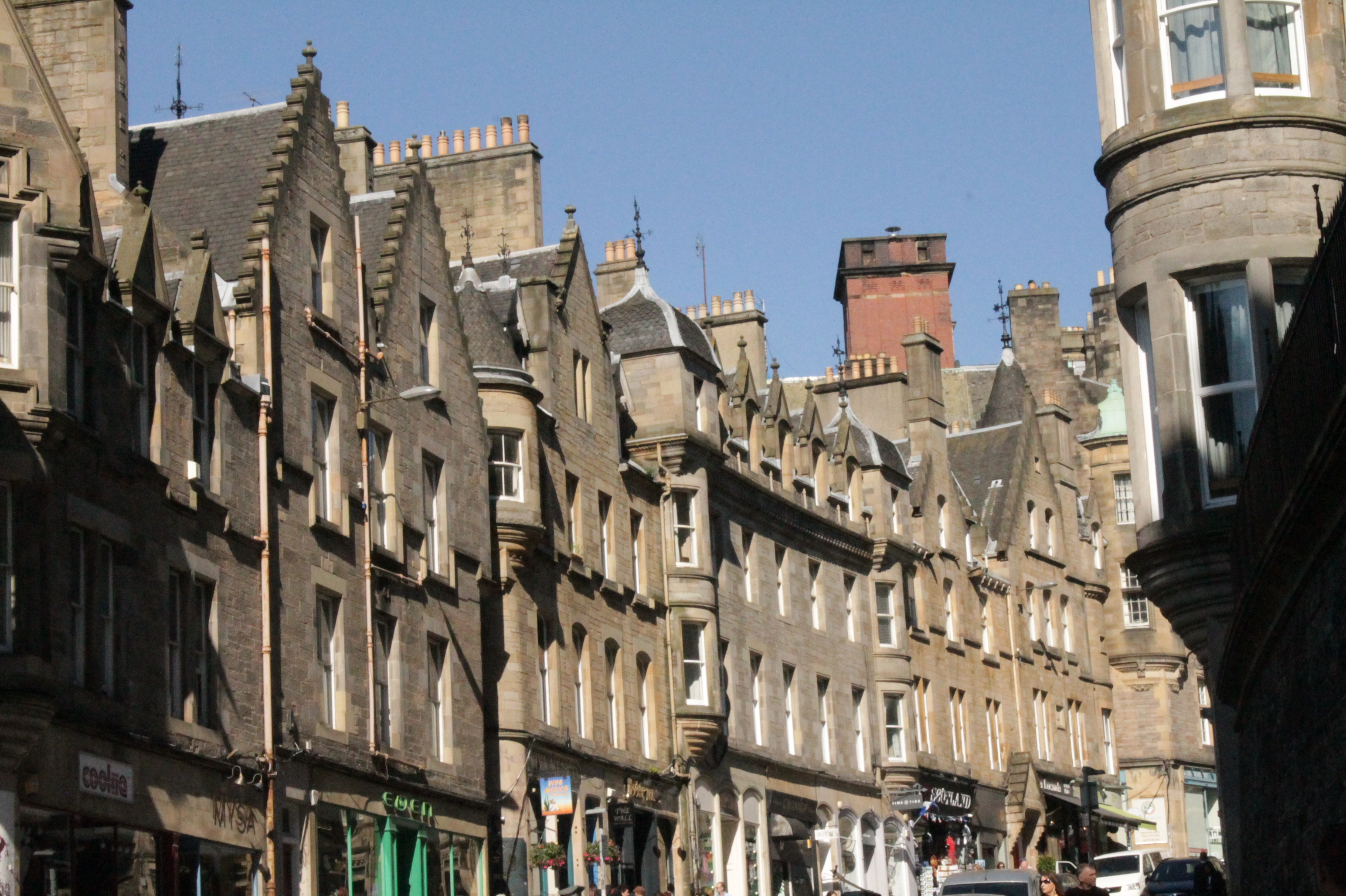
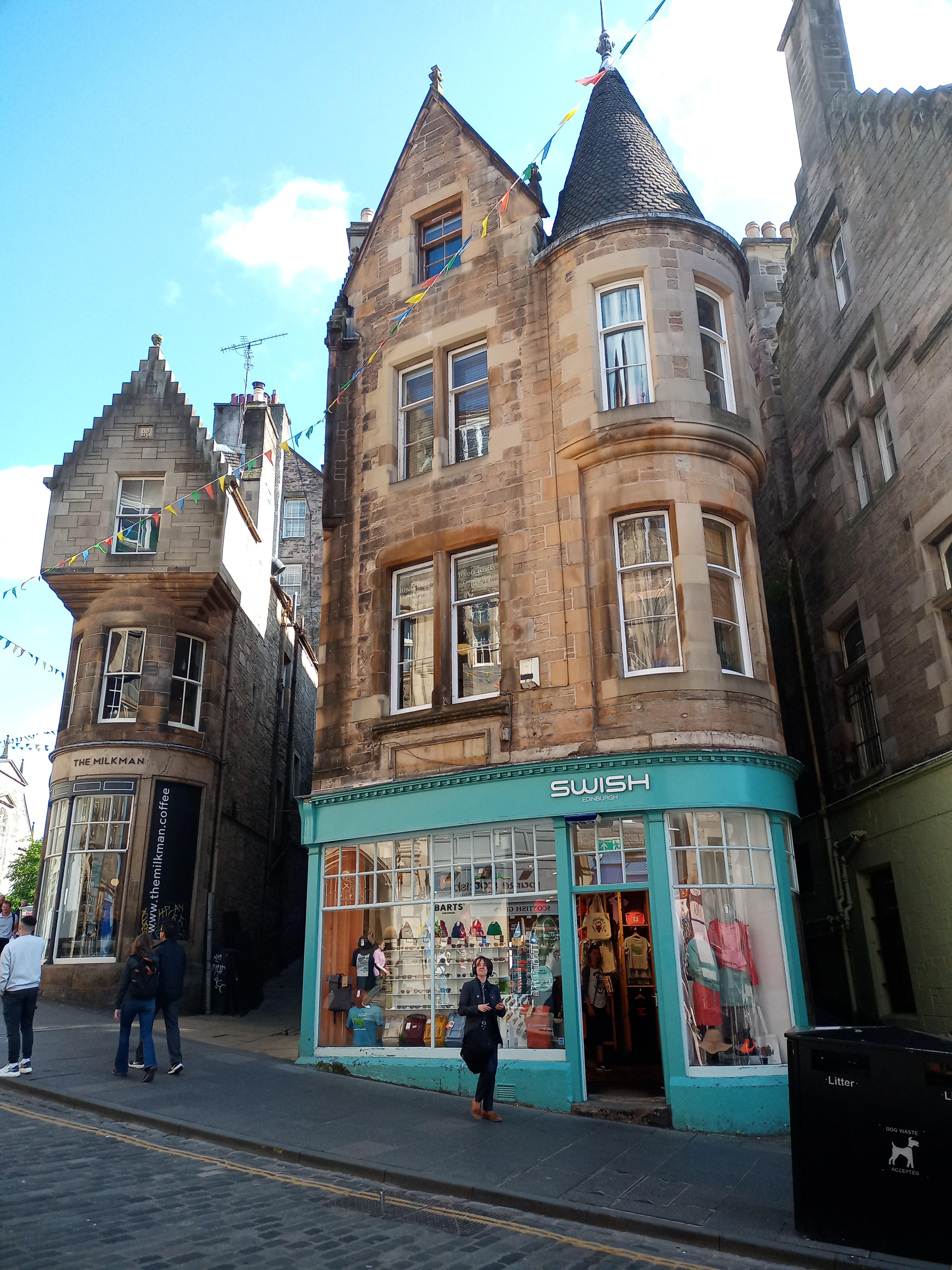
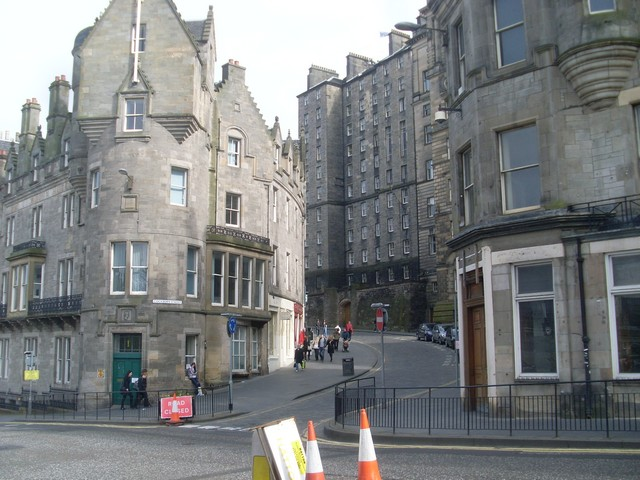
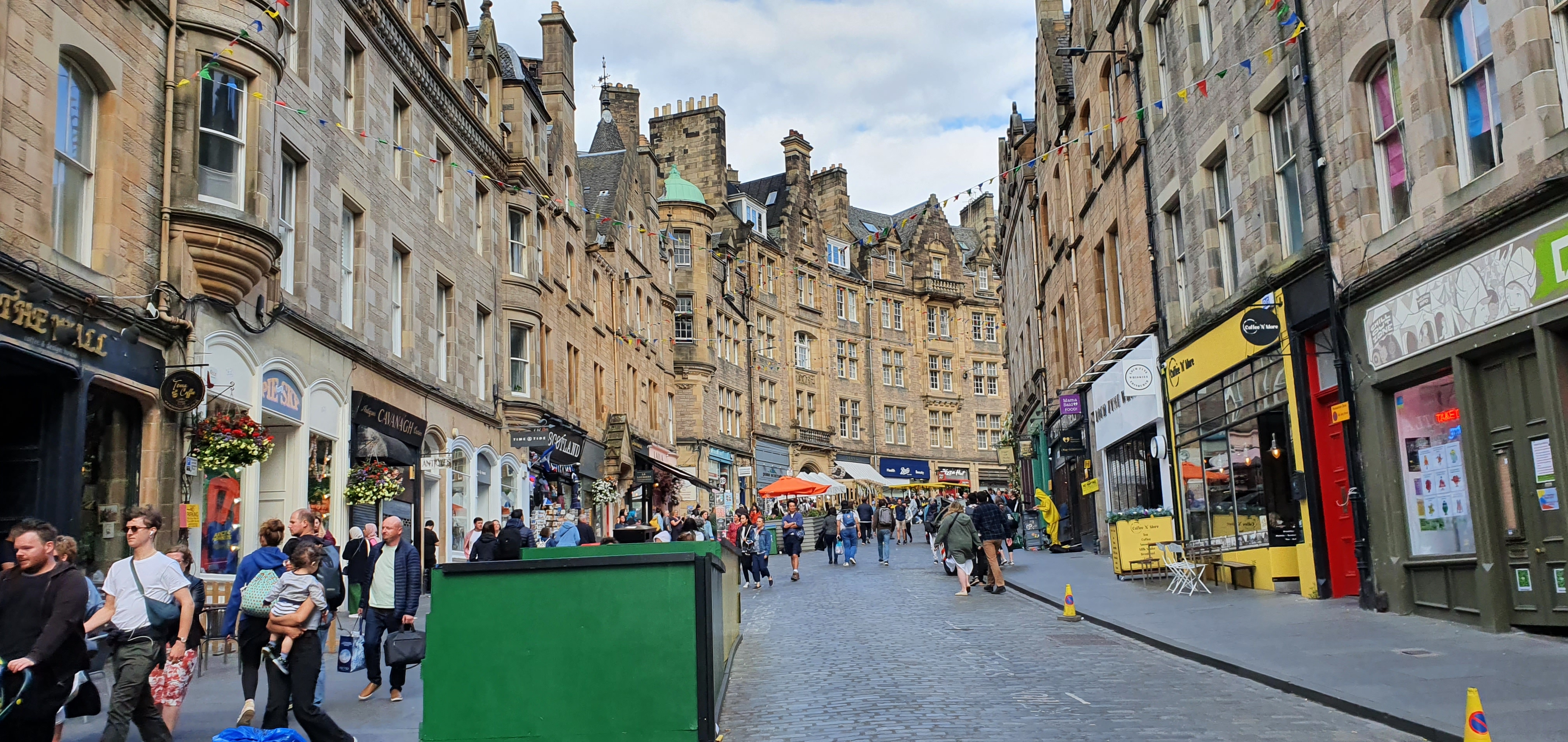